# Adejeania verrugana
Adejeania verrugana là một loài ruồi trong họ Tachinidae.